# Outremont (canton du Jura)
Pour les articles homonymes, voir Outremont (homonymie).
Outremont est un petit hameau du canton du Jura, situé à proximité du col des Rangiers ainsi que des Malettes.